# Krogowanan
Krogowanan is een bestuurslaag in het regentschap Magelang van de provincie Midden-Java, Indonesië. Krogowanan telt 3557 inwoners (volkstelling 2010).